# Macrotarsomys ingens
Macrotarsomys ingens är en däggdjursart som beskrevs av Francis Petter 1959. Macrotarsomys ingens ingår i släktet Macrotarsomys och familjen Nesomyidae. Inga underarter finns listade i Catalogue of Life.
Arten har en kroppslängd (huvud och bål) av 11,2 till 15,0 cm, en svanslängd av 18,3 till 24,0 cm och en vikt av 42 till 74 g. Den ganska mjuka pälsen har på ovansidan en gråbrun färg och den är genom en tydlig gräns skild från den vita undersidan. Liksom andra släktmedlemmar har Macrotarsomys ingens stora öron och ögon. Svansen är uppdelad i en brun ovansida och en ljusgrå undersida. Vid svansens spets bildar några bruna hår en tofs.
Denna gnagare förekommer på nordvästra Madagaskar i Ankarafantsika nationalpark och i angränsande områden. Habitatet utgörs av torra lövfällande skogar. Individerna är aktiva på natten och klättrar främst i växtligheten. På dagen vilar de i underjordiska bon.
Arten stänger boets ingång innan den vilar i nästet. Den håller ingen vinterdvala och den intar inte eller ett stelt tillstånd (torpor). Individerna hoppar ofta på sina långa bakfötter och de använder svansen för att hålla balansen. När honan inte är brunstig lever de flesta exemplar ensam men ibland syns två individer i samma träd. Födan utgörs antagligen av frön och frukter.
Flera exemplar dödas av strövande katter och hundar. I nationalparken förekommer ibland bränder. Alla revir tillsammans är uppskattningsvis 3 300 km² stort. IUCN kategoriserar arten globalt som starkt hotad.